# Piast Gliwice w sezonie 2024/2025
Ten artykuł dotyczy trwającego lub niedawnego wydarzenia sportowego. Informacje w nim zamieszczone mogą się zmienić lub zdezaktualizować wraz z postępem zdarzenia. Początkowe doniesienia, wyniki lub statystyki mogą być niepewne. Ostatnie aktualizacje do tego artykułu mogą nie odzwierciedlać najbardziej aktualnych informacji.
Piast Gliwice w sezonie 2024/2025

## Skład
Stan na 4 kwietnia 2025
| Nr | Poz. | Piłkarz                    |
| -- | ---- | -------------------------- |
| 2  | OB   | Akim Zedadka               |
| 3  | OB   | Miguel Muñoz               |
| 4  | OB   | Jakub Czerwiński (kapitan) |
| 5  | OB   | Tomáš Huk                  |
| 6  | PO   | Michał Chrapek             |
| 7  | PO   | Jorge Félix                |
| 9  | NA   | Fabian Piasecki            |
| 10 | PO   | Patryk Dziczek             |
| 11 | NA   | Thierry Gale               |
| 12 | BR   | Bartłomiej Jelonek         |
| 14 | OB   | Miguel Nóbrega             |
| 15 | OB   | Levis Pitan                |
| 16 | PO   | Mateusz Kopczyński         |
| 17 | PO   | Filip Karbowy              |
| 20 | PO   | Grzegorz Tomasiewicz       |

| Nr | Poz. | Piłkarz             |
| -- | ---- | ------------------- |
| 22 | OB   | Tomasz Mokwa        |
| 26 | BR   | František Plach     |
| 27 | PO   | Justin Daniel       |
| 29 | OB   | Igor Drapiński      |
| 30 | PO   | Miłosz Szczepański  |
| 31 | OB   | Oskar Leśniak       |
| 33 | BR   | Karol Szymański     |
| 36 | OB   | Jakub Lewicki       |
| 39 | NA   | Maciej Rosołek      |
| 70 | NA   | Andreas Katsantonis |
| 77 | OB   | Arkadiusz Pyrka     |
| 79 | BR   | Dawid Rychta        |
| 90 | PO   | Erik Jirka          |
| 96 | PO   | Tihomir Kostadinow  |

### Przybyli
| Data transferu  | Pozycja | Numer | Piłkarz             | Z klubu                   | Rodzaj transferu       | Źródło        |
| --------------- | ------- | ----- | ------------------- | ------------------------- | ---------------------- | ------------- |
| 30 czerwca 2024 | OB      | 37    | Constantin Reiner   | Rheindorf Altach          | powrót z wypożyczenia  | [ 2 ]         |
| 30 czerwca 2024 | PO      | 28    | Michał Kaput        | Radomiak Radom            | powrót z wypożyczenia  | [ 3 ]         |
| 30 czerwca 2024 | NA      | 27    | Gabriel Kirejczyk   | Zagłębie Sosnowiec        | powrót z wypożyczenia  | [ 4 ]         |
| 1 lipca 2024    | OB      | 29    | Igor Drapiński      | Wisła Płock               | wolny transfer         | [ 5 ]         |
| 25 lipca 2024   | NA      | 39    | Maciej Rosołek      | Legia Warszawa            | transfer definitywny   | [ 6 ]         |
| 7 sierpnia 2024 | OB      | 15    | Levis Pitan         | Sheffield United F.C. U21 | transfer definitywny   | [ 7 ]         |
| 5 września 2024 | NA      | 70    | Andreas Katsantonis | Karmiotisa FC             | transfer definitywny   | [ 8 ]         |
| 6 września 2024 | OB      | 14    | Miguel Nóbrega      | Rio Ave FC                | wypożyczenie           | [ 9 ] [ 10 ]  |
| 6 września 2024 | OB      | 36    | Jakub Lewicki       | Jagiellonia Białystok     | transfer definitywny   | [ 11 ] [ 12 ] |
| 30 grudnia 2024 | PO      | 90    | Erik Jirka          | Viktoria Pilzno           | wolny transfer         | [ 13 ] [ 14 ] |
| 8 stycznia 2025 | OB      | 2     | Akim Zedadka        | Lille OSC                 | transfer definitywny   | [ 15 ] [ 16 ] |
| 5 lutego 2025   | NA      | 11    | Thierry Gale        | Rapid Wiedeń              | wypożyczenie           | [ 17 ] [ 18 ] |
| 21 lutego 2025  | PO      | 16    | Mateusz Kopczyński  | Piast II Gliwice          | przeniesienie z rezerw | [ 19 ]        |
| 4 kwietnia 2025 | PO      | 27    | Justin Daniel       | Piast II Gliwice          | przeniesienie z rezerw | [ 20 ]        |

### Odeszli
| Data transferu   | Pozycja | Numer | Piłkarz           | Do klubu                  | Rodzaj transferu     | Źródło        |
| ---------------- | ------- | ----- | ----------------- | ------------------------- | -------------------- | ------------- |
| 31 maja 2024     | PO      | 81    | Walerian Gwilia   | bez klubu                 | koniec kontraktu     | [ 21 ]        |
| 30 czerwca 2024  | OB      | 14    | Jakub Holúbek     | AS Trenčín                | koniec kontraktu     | [ 22 ] [ 23 ] |
| 30 czerwca 2024  | NA      | 10    | Kamil Wilczek     | bez klubu                 | koniec kariery       | [ 24 ]        |
| 30 czerwca 2024  | PO      | 24    | Tom Hateley       | bez klubu                 | koniec kariery       | [ 25 ]        |
| 21 sierpnia 2024 | PO      | 28    | Michał Kaput      | Radomiak Radom            | transfer definitywny | [ 26 ] [ 27 ] |
| 23 sierpnia 2024 | OB      | 2     | Ariel Mosór       | Raków Częstochowa         | transfer definitywny | [ 28 ] [ 29 ] |
| 30 sierpnia 2024 | NA      | 27    | Gabriel Kirejczyk | SKN St. Pölten            | transfer definitywny | [ 30 ] [ 31 ] |
| 3 września 2024  | PO      | 11    | Serhij Krykun     | Piast Gliwice             | wypożyczenie         | [ 32 ] [ 33 ] |
| 6 września 2024  | NA      | 99    | Piotr Urbański    | Pogoń Grodzisk Mazowiecki | wypożyczenie         | [ 34 ]        |
| 6 września 2024  | PO      | 19    | Michael Ameyaw    | Raków Częstochowa         | transfer definitywny | [ 35 ] [ 36 ] |
| 16 stycznia 2025 | OB      | 25    | Piotr Liszewski   | Resovia Rzeszów           | wypożyczenie         | [ 37 ] [ 38 ] |
| 13 lutego 2025   | PO      | 23    | Szczepan Mucha    | Rekord Bielsko-Biała      | wypożyczenie         | [ 39 ]        |
| 14 lutego 2025   | PO      | 92    | Damian Kądzior    | Stal Mielec               | wypożyczenie         | [ 40 ] [ 41 ] |
| 18 lutego 2025   | OB      | 37    | Constantin Reiner | Shaanxi Union FC          | transfer definitywny | [ 42 ]        |

### Sztab szkoleniowy
| Główny trener                   | Aleksandar Vuković   |
| ------------------------------- | -------------------- |
| Drugi trener                    | Aleksandar Radunović |
| Asystent trenera                | Mateusz Sobota       |
| Trener bramkarzy                | Mateusz Smuda        |
| Asystent trenera bramkarzy      | Jakub Szmatuła       |
| Trener przygotowania fizycznego | Piotr Zaręba         |
| Trener przygotowania fizycznego | Tomasz Stranc        |
| Kierownik                       | Adam Fudali          |
| Lekarz klubowy                  | Karol Pałka          |
| Fizjoterapeuta                  | Grzegorz Członka     |
| Fizjoterapeuta                  | Arkadiusz Michalak   |
| Masażysta                       | Radosław Dzierbicki  |
| Masażysta                       | Jakub Fangor         |
| Dietetyk                        | Grzegorz Zydek       |
| Asystent techniczny             | Marek Kula           |

Źródło:

## Mecze towarzyskie
| 22 czerwca 2024        | Polonia Bytom | 1:2   | Piast Gliwice         |                                        |
| 11:00 CEST (UTC+02:00) | Wojtyra 23'   | (1:0) | 48' Félix · 81' Kaput | Stadion im. Edwarda Szymkowiaka, Bytom |

| 26 czerwca 2024        | Pogoń Szczecin | 0:1   | Piast Gliwice |                                            |
| 18:00 CEST (UTC+02:00) |                | (0:1) | 41' Huk       | Boisko hotelu Remes Sport & Spa, Opalenica |
| 18:00 CEST (UTC+02:00) | Przyborek 79'  | (0:1) |               | Boisko hotelu Remes Sport & Spa, Opalenica |

| 29 czerwca 2024        | Piast Gliwice         | 1:0   | Lech Poznań            |                                                      |
| 18:00 CEST (UTC+02:00) | Félix 76' (k)         | (0:0) |                        | Boisko hotelu Remes Sport & Spa, Opalenica Widzów: 0 |
| 18:00 CEST (UTC+02:00) | Félix 43' · Kaput 86' | (0:0) | 37' Velde · 67' Pingot | Boisko hotelu Remes Sport & Spa, Opalenica Widzów: 0 |

| 30 czerwca 2024        | Piast Gliwice                      | 3:1   | Kotwica Kołobrzeg |                                            |
| 11:00 CEST (UTC+02:00) | Kądzior 43', 55' · Liszewski 90+1' | (1:0) | 83' (k) Stasiak   | Boisko hotelu Remes Sport & Spa, Opalenica |

| 4 lipca 2024           | Piast Gliwice             | 2:1   | MFK Karwina |                          |
| 11:00 CEST (UTC+02:00) | Félix 34' · Kądzior 65'   | (1:1) | 26' Ezeh    | Stadion Miejski, Gliwice |
| 11:00 CEST (UTC+02:00) | 33' Raspopović · 64' Ezeh | (1:1) |             | Stadion Miejski, Gliwice |

| 13 lipca 2024          | Piast Gliwice                                       | 3:0        | Korona Kielce |                          |
| 17:00 CEST (UTC+02:00) | Ameyaw 77' · Pieczek 90' (sam.) · Piasecki 110' (k) | (0:0, 2:0) |               | Stadion Miejski, Gliwice |

| 22 lipca 2024          | Piast Gliwice             | 2:1   | ŁKS Łódź  |                          |
| 12:00 CEST (UTC+02:00) | Karbowy 45' · Kądzior 68' | (1:0) | 77' Zając | Stadion Miejski, Gliwice |

| 6 lipca 2024           | Piast Gliwice | 1:1   | GKS Katowice |                                                              |
| 11:00 CEST (UTC+02:00) | Karbowy 59'   | (0:0) | 50' Arak     | Boisko GKS Piast, Gliwice Widzów: zamknięte dla publiczności |

| 12 października 2024   | Ruch Chorzów     | 1:4   | Piast Gliwice                                     |                                |
| 11:00 CEST (UTC+02:00) | Chmarek 85'      | (0:1) | 12' Szczepański · 60', 79' Kądzior · 76' Piasecki | Stadion Ruchu Chorzów, Chorzów |
| 11:00 CEST (UTC+02:00) | Muñoz · Piasecki | (0:1) |                                                   | Stadion Ruchu Chorzów, Chorzów |

| 16 listopada 2024 | Ruch Chorzów | 1:0   | Piast Gliwice |                                                                 |
|                   | Szczepan 63' | (0:0) |               | Stadion Ruchu Chorzów, Chorzów Widzów: bez udziału publiczności |

| 12 stycznia 2025      | Piast Gliwice             | 0:2 Transmisja | Viktoria Pilzno |                                                        |
| 15:00 CET (UTC+01:00) |                           | (0:0)          | 58', 85' Memić  | Melia Villaitana Football Center, Benidorm Widzów: 100 |
| 15:00 CET (UTC+01:00) | Dziczek · Szczepański 90' | (0:0)          | 33' Marković    | Melia Villaitana Football Center, Benidorm Widzów: 100 |

| 15 stycznia 2025 | Ferencvárosi TC        | 0:1 Transmisja | Piast Gliwice                 |                             |
| 14:00            |                        | (0:1)          | 29' Félix                     | La Manga Golf & Spa, Murcja |
| 14:00            | Varga 44' · Borges 55' | (0:1)          | 44' Czerwiński · 73' Piasecki | La Manga Golf & Spa, Murcja |

| 18 stycznia 2025 | Legia Warszawa | 0:0   | Piast Gliwice |                                 |
| 15:30            |                | (0:0) |               | Oliva Nova Sports Center, Oliva |
| 15:30            | Adkonis 32'    | (0:0) | Tomasiewicz   | Oliva Nova Sports Center, Oliva |

| Format meczu 3x45 minut 23 stycznia 2025 | Piast Gliwice             | 2:2 | Stal Mielec                   |                                     |
| 11:00                                    | Zedadka 65' · Kądzior 73' |     | 40' (k) Wlazło · 121' Assayeg | Albir Garden Resort, L’Alfàs del Pi |

| Format meczu 2x30 minut 30 stycznia 2025 | Zagłębie Sosnowiec | 1:2   | Piast Gliwice |                                                                 |
| 12:00                                    | Kulawiak 48'       | (0:2) | 16' · 26'     | Stadion Ludowy, Sosnowiec Sędzia: Mateusz Piszczelok (Katowice) |

| 22 marca 2025         | Piast Gliwice              | 3:1   | Stal Rzeszów |                                                                   |
| 12:30 CET (UTC+01:00) | Dziczek · Félix · Piasecki | (1:0) | Peña         | Cracovia Training Center, Rączna Widzów: bez udziału publiczności |

## Rozgrywki

### Ekstraklasa

#### Tabela
| Lp. | Drużyna        | M  | Z  | R  | P  | B+ | B– | +/– | Pkt |
| --- | -------------- | -- | -- | -- | -- | -- | -- | --- | --- |
| 8   | GKS Katowice   | 34 | 14 | 7  | 13 | 49 | 47 | +2  | 49  |
| 9   | Górnik Zabrze  | 34 | 13 | 8  | 13 | 43 | 39 | +4  | 47  |
| 10  | Piast Gliwice  | 34 | 11 | 12 | 11 | 37 | 36 | +1  | 45  |
| 11  | Korona Kielce  | 34 | 11 | 12 | 11 | 37 | 45 | −8  | 45  |
| 12  | Radomiak Radom | 34 | 11 | 8  | 15 | 48 | 52 | −4  | 41  |

1. ↑  Mecze bezpośrednie, liczba punktów: Motor: 4, Katowice: 1.
2. 1 2  Mecze bezpośrednie, liczba punktów: Piast: 4, Korona: 1.

#### Miejsca po danych kolejkach
| Drużyna \ Kolejka | 1             | 2 | 3 | 4 | 5 | 6 | 7 | 8 | 9 | 10 | 11 | 12 | 13 | 14 | 15 | 16 | 17 | 18 | 19 | 20 | 21 | 22 | 23 | 24 | 25 | 26 | 27 | 28 | 29 | 30 | 31 | 32 | 33 | 34 |    |
| ----------------- | ------------- | - | - | - | - | - | - | - | - | -- | -- | -- | -- | -- | -- | -- | -- | -- | -- | -- | -- | -- | -- | -- | -- | -- | -- | -- | -- | -- | -- | -- | -- | -- | -- |
| Drużyna \ Kolejka | Piast Gliwice | 7 | 4 | 3 | 2 | 7 | 6 | 3 | 3 | 6  | 8  | 9  | 8  | 7  | 7  | 10 | 10 | 11 | 11 | 10 | 10 | 9  | 10 | 9  | 10 | 10 | 11 | 11 | 10 | 10 | 11 | 11 | 11 | 10 | 10 |

Uwaga: Linia pionowa oznacza zimową przerwę w rozgrywkach.

#### Mecze
| Ekstraklasa 121 lipca 2024 | Cracovia                                  | 1:1   | Piast Gliwice  |                                                                              |
| 14:45 CEST (UTC+02:00)     | van Buren 89'                             | (0:1) | 18' Félix      | Stadion Cracovii, Kraków Widzów: 10 698 Sędzia: Daniel Stefański (Bydgoszcz) |
| 14:45 CEST (UTC+02:00)     | Glik 73' · Ólafsson 77' · Al-Ammari 90+5' | (0:1) | 58' Czerwiński | Stadion Cracovii, Kraków Widzów: 10 698 Sędzia: Daniel Stefański (Bydgoszcz) |

| Ekstraklasa 228 lipca 2024 | Piast Gliwice                            | 2:0   | Śląsk Wrocław             |                                                                            |
| 17:30 CEST (UTC+02:00)     | Ameyaw 8' · Pyrka 45+3'                  | (2:0) |                           | Stadion Miejski, Gliwice Widzów: 7 548 Sędzia: Paweł Raczkowski (Warszawa) |
| 17:30 CEST (UTC+02:00)     | Dziczek 37' · Ameyaw 40' · Kądzior 45+5' | (2:0) | 3' Bartolewski · 33' Ince | Stadion Miejski, Gliwice Widzów: 7 548 Sędzia: Paweł Raczkowski (Warszawa) |

| Ekstraklasa 34 sierpnia 2024 | Legia Warszawa          | 1:2   | Piast Gliwice                                             | |
| 20:15 CEST (UTC+02:00)       | Kramer 45+1'            | (1:1) | 20' Chrapek · 85' Kostadinow                              | Stadion Miejski im. Marszałka Józefa Piłsudskiego, Warszawa Widzów: 24 633 Sędzia: Łukasz Kuźma (Białystok) |
| 20:15 CEST (UTC+02:00)       | Kramer 25' · Gual 90+7' | (1:1) | 37' Ameyaw · 40' Chrapek · 90' Kostadinow · 90+5' Rosołek | Stadion Miejski im. Marszałka Józefa Piłsudskiego, Warszawa Widzów: 24 633 Sędzia: Łukasz Kuźma (Białystok) |

| Ekstraklasa 412 sierpnia 2024 | Piast Gliwice            | 2:2   | GKS Katowice    |                                                                              |
| 19:00 CEST (UTC+02:00)        | Ameyaw 31' · Chrapek 49' | (1:1) | 19', 68' Zreľák | Stadion Miejski, Gliwice Widzów: 7 805 Sędzia: Tomasz Kwiatkowski (Warszawa) |
| 19:00 CEST (UTC+02:00)        | Czerwiński 41'           | (1:1) | 81' Zreľák      | Stadion Miejski, Gliwice Widzów: 7 805 Sędzia: Tomasz Kwiatkowski (Warszawa) |

| Ekstraklasa 519 sierpnia 2024 | Stal Mielec                                                              | 2:0   | Piast Gliwice | |
| 19:00 CEST (UTC+02:00)        | Szkuryn 79' · Assayag 84'                                                | (0:0) |               | Stadion Miejskiego Ośrodka Sportu i Rekreacji, Mielec Widzów: 4 308 Sędzia: Damian Kos (Wejherowo) |
| 19:00 CEST (UTC+02:00)        | Wołkowicz 4' · Wolsztyński 13' · Matras 62' · Domański 76' · Szkuryn 80' | (0:0) |               | Stadion Miejskiego Ośrodka Sportu i Rekreacji, Mielec Widzów: 4 308 Sędzia: Damian Kos (Wejherowo) |

| Ekstraklasa 624 sierpnia 2024 | Piast Gliwice                                     | 1:0   | Zagłębie Lubin         |                                                                            |
| 20:15 CEST (UTC+02:00)        | Kądzior 45'                                       | (1:0) |                        | Stadion Miejski, Gliwice Widzów: 4 516 Sędzia: Paweł Raczkowski (Warszawa) |
| 20:15 CEST (UTC+02:00)        | Czerwiński 41' · Dziczek 90+3' · Kostadinow 90+6' | (1:0) | 15' Mróz · 87' Wdowiak | Stadion Miejski, Gliwice Widzów: 4 516 Sędzia: Paweł Raczkowski (Warszawa) |

| Ekstraklasa 730 sierpnia 2024 | Raków Częstochowa            | 0:1   | Piast Gliwice               |                                                                                                  |
| 18:00 CEST (UTC+02:00)        |                              | (0:0) | 90+8' Ameyaw                | Miejski Stadion Piłkarski Raków, Częstochowa Widzów: 5 454 Sędzia: Marcin Szczerbowicz (Olsztyn) |
| 18:00 CEST (UTC+02:00)        | Koczerhin 41' · Rundić 90+3' | (0:0) | 22' Drapiński · 52' Dziczek | Miejski Stadion Piłkarski Raków, Częstochowa Widzów: 5 454 Sędzia: Marcin Szczerbowicz (Olsztyn) |

| Ekstraklasa 815 września 2024 | Piast Gliwice   | 1:1   | Puszcza Niepołomice         |                                                                              |
| 12:15 CEST (UTC+02:00)        | Chrapek 71' (k) | (0:0) | 66' Mroziński               | Stadion Miejski, Gliwice Widzów: 5 779 Sędzia: Tomasz Kwiatkowski (Warszawa) |
| 12:15 CEST (UTC+02:00)        | Kądzior 50'     | (0:0) | 2' Jin-hyun · 10' Mroziński | Stadion Miejski, Gliwice Widzów: 5 779 Sędzia: Tomasz Kwiatkowski (Warszawa) |

| Ekstraklasa 921 września 2024 | Widzew Łódź         | 1:0   | Piast Gliwice    |                                                                       |
| 17:30 CEST (UTC+02:00)        | Rondić 12'          | (1:0) |                  | Stadion Widzewa, Łódź Widzów: 16 922 Sędzia: Łukasz Kuźma (Białystok) |
| 17:30 CEST (UTC+02:00)        | Kerk 17' · Gong 41' | (1:0) | 90+5' Kostadinow | Stadion Widzewa, Łódź Widzów: 16 922 Sędzia: Łukasz Kuźma (Białystok) |

| Ekstraklasa 1029 września 2024 | Piast Gliwice             | 0:1   | Jagiellonia Białystok |                                                                      |
| 17:30 CEST (UTC+02:00)         |                           | (0:1) | 32' Hansen            | Stadion Miejski, Gliwice Widzów: 5 128 Sędzia: Wojciech Myć (Lublin) |
| 17:30 CEST (UTC+02:00)         | Drapiński 70' · Félix 87' | (0:1) | 65' Romanczuk         | Stadion Miejski, Gliwice Widzów: 5 128 Sędzia: Wojciech Myć (Lublin) |

| Ekstraklasa 116 października 2024 | Pogoń Szczecin                                                | 1:0   | Piast Gliwice  | |
| 17:30 CEST (UTC+02:00)            | Kuluris 90+7'                                                 | (0:0) |                | Stadion Miejski im. Floriana Krygiera, Szczecin Widzów: 19 148 Sędzia: Damian Sylwestrzak (Wrocław) |
| 17:30 CEST (UTC+02:00)            | Biczachczian 58' · Wahlqvist 59' · Borges 61' · Kurzawa 90+3' | (0:0) | 39', 90+5' Huk | Stadion Miejski im. Floriana Krygiera, Szczecin Widzów: 19 148 Sędzia: Damian Sylwestrzak (Wrocław) |

| Ekstraklasa 1218 października 2024 | Korona Kielce | 0:2   | Piast Gliwice                                                               |                                                                         |
| 18:00 CEST (UTC+02:00)             |               | (0:1) | 16' (k) Félix · 49' Rosołek                                                 | Exbud Arena, Kielce Widzów: 8 735 Sędzia: Tomasz Kwiatkowski (Warszawa) |
| 18:00 CEST (UTC+02:00)             | Resta 78'     | (0:1) | 7' Plach · 17' Chrapek · 40' Katsantonis · 52' Drapiński · 90+3' Czerwiński | Exbud Arena, Kielce Widzów: 8 735 Sędzia: Tomasz Kwiatkowski (Warszawa) |

| Ekstraklasa 1325 października 2024 | Piast Gliwice                        | 3:3   | Lechia Gdańsk                            |                                                                            |
| 18:00 CEST (UTC+02:00)             | Félix 43', 66' · Rosołek 81'         | (1:1) | 4' (k) Mena · 46' Wjunnyk · 63' D'Arrigo | Stadion Miejski, Gliwice Widzów: 4 670 Sędzia: Paweł Raczkowski (Warszawa) |
| 18:00 CEST (UTC+02:00)             | Huk 6' · Muñoz 73' · Tomasiewicz 87' | (1:1) | 87' Kapić · 89' Żelizko                  | Stadion Miejski, Gliwice Widzów: 4 670 Sędzia: Paweł Raczkowski (Warszawa) |

| Ekstraklasa 143 listopada 2024 | Radomiak Radom       | 1:1   | Piast Gliwice  |                                                                                   |
| 12:15 CET (UTC+01:00)          | Drapiński 45' (sam.) | (1:0) | 61' Czerwiński | Stadion im. Braci Czachorów, Radom Widzów: 6 002 Sędzia: Szymon Marciniak (Płock) |
| 12:15 CET (UTC+01:00)          | Grzesik 59'          | (1:0) | 88' Muñoz      | Stadion im. Braci Czachorów, Radom Widzów: 6 002 Sędzia: Szymon Marciniak (Płock) |

| Ekstraklasa 158 listopada 2024 | Piast Gliwice                  | 2:3   | Motor Lublin      |                                                                      |
| 18:00 CET (UTC+01:00)          | Szczepański 36' · Piasecki 70' | (1:2) | 7', 38', 75' Mráz | Stadion Miejski, Gliwice Widzów: 4 311 Sędzia: Karol Arys (Szczecin) |
| 18:00 CET (UTC+01:00)          | 90+3' Rosa                     | (1:2) |                   | Stadion Miejski, Gliwice Widzów: 4 311 Sędzia: Karol Arys (Szczecin) |

| Ekstraklasa 1624 listopada 2024 | Górnik Zabrze                 | 1:0   | Piast Gliwice                                 |                                                                                      |
| 17:30 CET (UTC+01:00)           | Furukawa 89'                  | (0:0) |                                               | Stadion im. Ernesta Pohla, Zabrze Widzów: 18 270 Sędzia: Paweł Raczkowski (Warszawa) |
| 17:30 CET (UTC+01:00)           | Ismaheel 52' · Podolski 90+1' | (0:0) | 70' Piasecki · 90+1' Plach · 90+5' Czerwiński | Stadion im. Ernesta Pohla, Zabrze Widzów: 18 270 Sędzia: Paweł Raczkowski (Warszawa) |

| Ekstraklasa 1729 listopada 2024 | Piast Gliwice                                                          | 0:0   | Lech Poznań                          |                                                                      |
| 20:30 CET (UTC+01:00)           |                                                                        | (0:0) |                                      | Stadion Miejski, Gliwice Widzów: 5 324 Sędzia: Wojciech Myć (Lublin) |
| 20:30 CET (UTC+01:00)           | Tomasiewicz 11' · Chrapek 29' · Piasecki 39' · Huk 62' · Karbowy 90+4' | (0:0) | 3' Salamon · 44' Milić · 54' Kozubal | Stadion Miejski, Gliwice Widzów: 5 324 Sędzia: Wojciech Myć (Lublin) |

| Ekstraklasa 188 grudnia 2024 | Piast Gliwice                 | 0:0   | Cracovia                  |                                                                             |
| 12:15 CET (UTC+01:00)        |                               | (0:0) |                           | Stadion Miejski, Gliwice Widzów: 4 650 Sędzia: Jarosław Przybył (Kluczbork) |
| 12:15 CET (UTC+01:00)        | Leśniak 58' · Katsantonis 78' | (0:0) | 66' Kakabadze · 84' Ghiță | Stadion Miejski, Gliwice Widzów: 4 650 Sędzia: Jarosław Przybył (Kluczbork) |

| Ekstraklasa 193 lutego 2025 | Śląsk Wrocław    | 1:3   | Piast Gliwice                                    |                                                                              |
| 19:00 CET (UTC+01:00)       | Świerczok 44'    | (1:2) | 14' Félix · 25' (sam.) Macenko · 85' Katsantonis | Tarczyński Arena, Wrocław Widzów: 9 744 Sędzia: Daniel Stefański (Bydgoszcz) |
| 19:00 CET (UTC+01:00)       | Gerstenstein 54' | (1:2) |                                                  | Tarczyński Arena, Wrocław Widzów: 9 744 Sędzia: Daniel Stefański (Bydgoszcz) |

| Ekstraklasa 208 lutego 2025 | Piast Gliwice                                  | 1:0   | Legia Warszawa                                                     |                                                                         |
| 20:15 CET (UTC+01:00)       | Félix 40'                                      | (1:0) |                                                                    | Stadion Miejski, Gliwice Widzów: 8 304 Sędzia: Szymon Marciniak (Płock) |
| 20:15 CET (UTC+01:00)       | Katsantonis 47' · Kostadinow 63' · Dziczek 73' | (1:0) | 44' Feio (trener) · 90' Ziółkowski · 90+4' Kapuadi · 90+5' Oyedele | Stadion Miejski, Gliwice Widzów: 8 304 Sędzia: Szymon Marciniak (Płock) |

| Ekstraklasa 2116 lutego 2025 | GKS Katowice            | 0:0   | Piast Gliwice |                                                                                    |
| 14:45 CET (UTC+01:00)        |                         | (0:0) |               | Stadion GKS Katowice, Katowice Widzów: 6 753 Sędzia: Tomasz Kwiatkowski (Warszawa) |
| 14:45 CET (UTC+01:00)        | 43' Dziczek · 57' Muñoz | (0:0) |               | Stadion GKS Katowice, Katowice Widzów: 6 753 Sędzia: Tomasz Kwiatkowski (Warszawa) |

| Ekstraklasa 2221 lutego 2025 | Piast Gliwice                                | 2:2   | Stal Mielec                        |                                                                          |
| 18:00 CET (UTC+01:00)        | Félix 59' · Chrapek 71'                      | (0:1) | 36' Getinger · 53' (k) Wlazło      | Stadion Miejski, Gliwice Widzów: 3 634 Sędzia: Piotr Rzucidło (Warszawa) |
| 18:00 CET (UTC+01:00)        | Zedadka 38' · Drapiński 52' · Czerwiński 79' | (0:1) | 5' Wolsztyński · 63', 90+3' Wlazło | Stadion Miejski, Gliwice Widzów: 3 634 Sędzia: Piotr Rzucidło (Warszawa) |

| Ekstraklasa 231 marca 2025 | Zagłębie Lubin  | 0:1   | Piast Gliwice |                                                                         |
| 20:15 CET (UTC+01:00)      |                 | (0:1) | 8' Rosołek    | Stadion Miejski, Lubin Widzów: 2 834 Sędzia: Bartosz Frankowski (Toruń) |
| 20:15 CET (UTC+01:00)      | Dąbrowski 90+4' | (0:1) | 69' Zedadka   | Stadion Miejski, Lubin Widzów: 2 834 Sędzia: Bartosz Frankowski (Toruń) |

| Ekstraklasa 248 marca 2025 | Piast Gliwice                             | 0:3   | Raków Częstochowa              |                                                                         |
| 17:30 CET (UTC+01:00)      |                                           | (0:1) | 24', 70' Brunes · 90+2' Baráth | Stadion Miejski, Gliwice Widzów: 6 349 Sędzia: Łukasz Kuźma (Białystok) |
| 17:30 CET (UTC+01:00)      | Kostadinow 26' · Dziczek 82' · Gale 90+2' | (0:1) | 82' Baráth                     | Stadion Miejski, Gliwice Widzów: 6 349 Sędzia: Łukasz Kuźma (Białystok) |

| Ekstraklasa 2516 marca 2025 | Puszcza Niepołomice       | 2:1   | Piast Gliwice             |                                                                                  |
| 12:15 CET (UTC+01:00)       | Crăciun 16' (k), 61' (k)  | (1:0) | 54' Szczepański           | Stadion Miejski, Niepołomice Widzów: 2 000 Sędzia: Marcin Szczerbowicz (Olsztyn) |
| 12:15 CET (UTC+01:00)       | Atanasow 66' · Sipľak 89' | (1:0) | 22' Zedadka · 79' Dziczek | Stadion Miejski, Niepołomice Widzów: 2 000 Sędzia: Marcin Szczerbowicz (Olsztyn) |

| Ekstraklasa 2628 marca 2025 | Piast Gliwice | 0:2   | Widzew Łódź            |                                                                           |
| 18:00 CET (UTC+01:00)       |               | (0:2) | 7' Álvarez · 22' Shehu | Stadion Miejski, Gliwice Widzów: 6 363 Sędzia: Patryk Gryckiewicz (Toruń) |
| 18:00 CET (UTC+01:00)       | Zedadka 90+5' | (0:2) | 90+1' Nunes            | Stadion Miejski, Gliwice Widzów: 6 363 Sędzia: Patryk Gryckiewicz (Toruń) |

| Ekstraklasa 276 kwietnia 2025 | Jagiellonia Białystok       | 1:1   | Piast Gliwice |                                                                        |
| 12:15 CEST (UTC+02:00)        | Wojtuszek 22'               | (1:0) | 62' Gale      | Stadion Miejski, Białystok Widzów: 17 440 Sędzia: Yusuke Araki (Tokio) |
| 12:15 CEST (UTC+02:00)        | 86' Muñoz · 90+1' Drapiński | (1:0) |               | Stadion Miejski, Białystok Widzów: 17 440 Sędzia: Yusuke Araki (Tokio) |

| Ekstraklasa 2813 kwietnia 2025 | Piast Gliwice                | 2:1   | Pogoń Szczecin |                                                                           |
| 14:45 CEST (UTC+02:00)         | Kostadinow 26' · Chrapek 51' | (1:0) | 90+3' Kuluris  | Stadion Miejski, Gliwice Widzów: 5 729 Sędzia: Bartosz Frankowski (Toruń) |
| 14:45 CEST (UTC+02:00)         | Dziczek 90'                  | (1:0) |                | Stadion Miejski, Gliwice Widzów: 5 729 Sędzia: Bartosz Frankowski (Toruń) |

| Ekstraklasa 2919 kwietnia 2025 | Piast Gliwice                                                  | 1:1   | Korona Kielce |                                                                             |
| 12:15 CEST (UTC+02:00)         | Mokwa 90+1'                                                    | (0:1) | 45+1' Resta   | Stadion Miejski, Gliwice Widzów: 4 620 Sędzia: Daniel Stefański (Bydgoszcz) |
| 12:15 CEST (UTC+02:00)         | Czerwiński 11' · Drapiński 20' · Szymański 80' (poza boiskiem) | (0:1) | 15' Długosz   | Stadion Miejski, Gliwice Widzów: 4 620 Sędzia: Daniel Stefański (Bydgoszcz) |

| Ekstraklasa 3026 kwietnia 2025 | Lechia Gdańsk                         | 3:1   | Piast Gliwice       |                                                         |
| 14:45 CEST (UTC+02:00)         | Bobček 8' · Wjunnyk 44' · Carenko 82' | (2:0) | 54' (sam.) Weirauch | Polsat Plus Arena, Gdańsk Sędzia: Wojciech Myć (Lublin) |
| 14:45 CEST (UTC+02:00)         | 88' Piasecki                          | (2:0) |                     | Polsat Plus Arena, Gdańsk Sędzia: Wojciech Myć (Lublin) |

| Ekstraklasa 314 maja 2025 | Piast Gliwice           | 0:0   | Radomiak Radom |                                                                            |
| 12:15 CEST (UTC+02:00)    |                         | (0:0) |                | Stadion Miejski, Gliwice Widzów: 4 045 Sędzia: Paweł Raczkowski (Warszawa) |
| 12:15 CEST (UTC+02:00)    | Jirka 52' · Dziczek 89' | (0:0) |                | Stadion Miejski, Gliwice Widzów: 4 045 Sędzia: Paweł Raczkowski (Warszawa) |

| Ekstraklasa 329 maja 2025 | Motor Lublin                | 1:4   | Piast Gliwice                                |                                                                      |
| 18:00 CEST (UTC+02:00)    | Augustin 3'                 | (1:2) | 28', 31' (k) Huk · 59' Chrapek · 68' Rosołek | Motor Lublin Arena, Lublin Widzów: 13 344 Sędzia: Paweł Malec (Łódź) |
| 18:00 CEST (UTC+02:00)    | Ndiaye 24' · Najemski 90+1' | (1:2) | 90' Pitan                                    | Motor Lublin Arena, Lublin Widzów: 13 344 Sędzia: Paweł Malec (Łódź) |

| Ekstraklasa 3317 maja 2025 | Piast Gliwice             | 2:0   | Górnik Zabrze                                               |                                                                             |
| 17:30 CEST (UTC+02:00)     | Huk 22' · Czerwiński 73'  | (1:0) |                                                             | Stadion Miejski, Gliwice Widzów: 9 361 Sędzia: Jarosław Przybył (Kluczbork) |
| 17:30 CEST (UTC+02:00)     | Huk 70' · Tomasiewicz 82' | (1:0) | 50' Sarapata · 62' Hellebrand · 78' Szcześniak · 82' Liseth | Stadion Miejski, Gliwice Widzów: 9 361 Sędzia: Jarosław Przybył (Kluczbork) |

| Ekstraklasa 3424 maja 2025 | Lech Poznań   | 1:0   | Piast Gliwice |                                                                      |
| 17:30 CEST (UTC+02:00)     | Sousa 39'     | (1:0) |               | Enea Stadion, Poznań Widzów: 41 109 Sędzia: Szymon Marciniak (Płock) |
| 17:30 CEST (UTC+02:00)     | Pereira 90+2' | (1:0) | 90+1' Chrapek | Enea Stadion, Poznań Widzów: 41 109 Sędzia: Szymon Marciniak (Płock) |

### Puchar Polski
| 1/32 finału 25 września 2024 | Hutnik Kraków                                   | 3:3 k. 3:5         | Piast Gliwice                                     |                                                            |
| 14:30 CEST (UTC+02:00)       | Szablowski 80' · Bełycz 87', 117'               | (0:2, 2:2, k. 3:5) | 7' Piasecki · 40' Kostadinow · 110' (k) Félix     | Stadion Miejski Hutnik, Kraków Sędzia: Damian Kos (Gdańsk) |
| 14:30 CEST (UTC+02:00)       | Górski 24' · Kędziora 106'                      | (0:2, 2:2, k. 3:5) | 19' Karbowy · 45' Piasecki · 114' Szymański       | Stadion Miejski Hutnik, Kraków Sędzia: Damian Kos (Gdańsk) |
| 14:30 CEST (UTC+02:00)       | · Bełycz · Głogowski · Hoyo-Kowalski · Kędziora | Rzuty karne        | · Tomasiewicz · Félix · Szczepański · Pyrka · Huk | Stadion Miejski Hutnik, Kraków Sędzia: Damian Kos (Gdańsk) |

| 1/16 finału 30 października 2024 | Arka Gdynia                               | 1:3 (pd.)  | Piast Gliwice                                      |                                                                          |
| 20:30 CET (UTC+01:00)            | Skóra 57'                                 | (0:0, 1:1) | 60' Rosołek · 113' Szczepański · 118' (k) Piasecki | Stadion Miejski, Gdynia Widzów: 4 786 Sędzia: Grzegorz Kawałko (Olsztyn) |
| 20:30 CET (UTC+01:00)            | Dobrotka 66' · Sidibe 87' · Marcjanik 94' | (0:0, 1:1) | 109' Huk                                           | Stadion Miejski, Gdynia Widzów: 4 786 Sędzia: Grzegorz Kawałko (Olsztyn) |

| 1/8 finału 3 grudnia 2024 | Śląsk Wrocław                                                                                     | 1:1 k. 7:8               | Piast Gliwice                                                                                        |                                                                            |
| 15:00 CEST (UTC+01:00)    | Samiec-Talar 86'                                                                                  | (0:1, dogr. 1:1, k. 7:8) | 25' Muñoz                                                                                            | Tarczyński Arena, Wrocław Widzów: 4 459 Sędzia: Patryk Gryckiewicz (Toruń) |
| 15:00 CEST (UTC+01:00)    | Żukowski 44' · Jasper 70' · Gerstenstein 80' · Paluszek 99' · Samiec-Talar 102'                   | (0:1, dogr. 1:1, k. 7:8) | 31', 72' Kostadinow                                                                                  | Tarczyński Arena, Wrocław Widzów: 4 459 Sędzia: Patryk Gryckiewicz (Toruń) |
| 15:00 CEST (UTC+01:00)    | · Pokorný · Petkow · Żukowski · Băluță · Musiolik · Sharabura · Paluszek · Guercio · Gerstenstein | Rzuty karne              | · Katsantonis · Szczepański · Karbowy · Mokwa · Szymański · Rosołek · Muñoz · Drapiński · Czerwiński | Tarczyński Arena, Wrocław Widzów: 4 459 Sędzia: Patryk Gryckiewicz (Toruń) |

| 1/4 finału 26 lutego 2025 | Pogoń Szczecin                 | 0:0              | Piast Gliwice                                |                                                                        |
| 18:00 CET (UTC+01:00)     | Kuluris 106' · Grosicki 120+3' | (0:0, dogr. 2:0) |                                              | Stadion Miejski, Szczecin Widzów: 15 942 Sędzia: Wojciech Myć (Lublin) |
| 18:00 CET (UTC+01:00)     | Przyborek 18' · Cojocaru 55'   | (0:0, dogr. 2:0) | 36' Drapiński · 55' Rosołek · 95' Czerwiński | Stadion Miejski, Szczecin Widzów: 15 942 Sędzia: Wojciech Myć (Lublin) |

## Występy piłkarzy
| Numer | Zawodnik             | Łącznie | Łącznie | Łącznie | Łącznie | Łącznie      | Łącznie      | Łącznie         | Ekstraklasa | Ekstraklasa | Ekstraklasa | Ekstraklasa | Ekstraklasa  | Ekstraklasa  | Ekstraklasa     | Puchary krajowe i międzynarodowe | Puchary krajowe i międzynarodowe | Puchary krajowe i międzynarodowe | Puchary krajowe i międzynarodowe | Puchary krajowe i międzynarodowe | Puchary krajowe i międzynarodowe | Puchary krajowe i międzynarodowe |
| Numer | Zawodnik             | Minuty  | Występy | Bramki  | Asysty  | Czyste konta | Żółta kartka | Czerwona kartka | Minuty      | Występy     | Bramki      | Asysty      | Czyste konta | Żółta kartka | Czerwona kartka | Minuty                           | Występy                          | Bramki                           | Asysty                           | Czyste konta                     | Żółta kartka                     | Czerwona kartka                  |
| ----- | -------------------- | ------- | ------- | ------- | ------- | ------------ | ------------ | --------------- | ----------- | ----------- | ----------- | ----------- | ------------ | ------------ | --------------- | -------------------------------- | -------------------------------- | -------------------------------- | -------------------------------- | -------------------------------- | -------------------------------- | -------------------------------- |
| 2     | Ariel Mosór          | 406     | 5       | 0       | 0       | -            | 0            | 0               | 406         | 5           | 0           | 0           | -            | 0            | 0               | 0                                | 0                                | 0                                | 0                                | -                                | 0                                | 0                                |
| 2     | Akim Zedadka         | 1145    | 13      | 0       | 2       | -            | 4            | 0               | 1054        | 12          | 0           | 2           | -            | 4            | 0               | 91                               | 1                                | 0                                | 0                                | -                                | 0                                | 0                                |
| 3     | Miguel Muñoz         | 1688    | 21      | 1       | 0       | -            | 4            | 0               | 1208        | 17          | 0           | 0           | -            | 4            | 0               | 480                              | 4                                | 1                                | 0                                | -                                | 0                                | 0                                |
| 4     | Jakub Czerwiński     | 3089    | 34      | 2       | 2       | -            | 7            | 1               | 2683        | 30          | 2           | 2           | -            | 6            | 1               | 406                              | 4                                | 0                                | 0                                | -                                | 1                                | 0                                |
| 5     | Tomáš Huk            | 2727    | 33      | 3       | 0       | -            | 7            | 1               | 2391        | 29          | 3           | 0           | -            | 6            | 1               | 336                              | 4                                | 0                                | 0                                | -                                | 1                                | 0                                |
| 6     | Michał Chrapek       | 2832    | 37      | 6       | 4       | -            | 4            | 0               | 2612        | 34          | 6           | 3           | -            | 4            | 0               | 220                              | 3                                | 0                                | 1                                | -                                | 0                                | 0                                |
| 7     | Jorge Félix          | 1836    | 26      | 8       | 1       | -            | 1            | 0               | 1579        | 23          | 7           | 1           | -            | 1            | 0               | 257                              | 3                                | 1                                | 0                                | -                                | 0                                | 0                                |
| 9     | Fabian Piasecki      | 1087    | 23      | 3       | 0       | -            | 4            | 0               | 815         | 19          | 1           | 0           | -            | 3            | 0               | 272                              | 4                                | 2                                | 0                                | -                                | 1                                | 0                                |
| 10    | Patryk Dziczek       | 2103    | 24      | 0       | 1       | -            | 9            | 0               | 1983        | 23          | 0           | 1           | -            | 9            | 0               | 120                              | 1                                | 0                                | 0                                | -                                | 0                                | 0                                |
| 11    | Thierry Gale         | 396     | 11      | 1       | 1       | -            | 1            | 0               | 396         | 11          | 1           | 1           | -            | 1            | 0               | 0                                | 0                                | 0                                | 0                                | -                                | 0                                | 0                                |
| 12    | Bartłomiej Jelonek   | 0       | 0       | 0       | 0       | 0            | 0            | 0               | 0           | 0           | 0           | 0           | 0            | 0            | 0               | 0                                | 0                                | 0                                | 0                                | 0                                | 0                                | 0                                |
| 14    | Miguel Nóbrega       | 386     | 5       | 0       | 0       | -            | 0            | 0               | 386         | 5           | 0           | 0           | -            | 0            | 0               | 0                                | 0                                | 0                                | 0                                | -                                | 0                                | 0                                |
| 15    | Levis Pitan          | 7       | 2       | 0       | 0       | -            | 1            | 0               | 7           | 2           | 0           | 0           | -            | 1            | 0               | 0                                | 0                                | 0                                | 0                                | -                                | 0                                | 0                                |
| 16    | Mateusz Kopczyński   | 6       | 1       | 0       | 0       | -            | 0            | 0               | 6           | 1           | 0           | 0           | -            | 0            | 0               | 0                                | 0                                | 0                                | 0                                | -                                | 0                                | 0                                |
| 17    | Filip Karbowy        | 112     | 5       | 0       | 0       | -            | 2            | 0               | 22          | 3           | 0           | 0           | -            | 1            | 0               | 90                               | 2                                | 0                                | 0                                | -                                | 1                                | 0                                |
| 19    | Michael Ameyaw       | 620     | 7       | 3       | 0       | -            | 2            | 0               | 620         | 7           | 3           | 0           | -            | 2            | 0               | 0                                | 0                                | 0                                | 0                                | -                                | 0                                | 0                                |
| 20    | Grzegorz Tomasiewicz | 2490    | 34      | 0       | 2       | -            | 3            | 0               | 2269        | 31          | 0           | 2           | -            | 3            | 0               | 221                              | 3                                | 0                                | 0                                | -                                | 0                                | 0                                |
| 22    | Tomasz Mokwa         | 495     | 13      | 1       | 0       | -            | 0            | 0               | 287         | 10          | 1           | 0           | -            | 0            | 0               | 208                              | 3                                | 0                                | 0                                | -                                | 0                                | 0                                |
| 23    | Szczepan Mucha       | 122     | 6       | 0       | 0       | -            | 0            | 0               | 36          | 5           | 0           | 0           | -            | 0            | 0               | 86                               | 1                                | 0                                | 0                                | -                                | 0                                | 0                                |
| 26    | František Plach      | 3060    | 34      | 0       | 0       | 11           | 1            | 0               | 3060        | 34          | 0           | 0           | 11           | 1            | 0               | 0                                | 0                                | 0                                | 0                                | 0                                | 0                                | 0                                |
| 27    | Gabriel Kirejczyk    | 15      | 1       | 0       | 0       | -            | 0            | 0               | 15          | 1           | 0           | 0           | -            | 0            | 0               | 0                                | 0                                | 0                                | 0                                | -                                | 0                                | 0                                |
| 27    | Justin Daniel        | 0       | 0       | 0       | 0       | -            | 0            | 0               | 0           | 0           | 0           | 0           | -            | 0            | 0               | 0                                | 0                                | 0                                | 0                                | -                                | 0                                | 0                                |
| 29    | Igor Drapiński       | 2431    | 34      | 0       | 0       | -            | 7            | 0               | 2243        | 31          | 0           | 0           | -            | 6            | 0               | 188                              | 3                                | 0                                | 0                                | -                                | 1                                | 0                                |
| 30    | Miłosz Szczepański   | 1755    | 35      | 3       | 1       | -            | 0            | 0               | 1520        | 31          | 2           | 1           | -            | 0            | 0               | 235                              | 4                                | 1                                | 0                                | -                                | 0                                | 0                                |
| 31    | Oskar Leśniak        | 382     | 8       | 0       | 0       | -            | 1            | 0               | 200         | 5           | 0           | 0           | -            | 1            | 0               | 182                              | 3                                | 0                                | 0                                | -                                | 0                                | 0                                |
| 33    | Karol Szymański      | 480     | 4       | 0       | 1       | 0            | 2            | 0               | 0           | 0           | 0           | 0           | 0            | 1            | 0               | 480                              | 4                                | 0                                | 1                                | 0                                | 1                                | 0                                |
| 36    | Jakub Lewicki        | 499     | 9       | 0       | 0       | -            | 0            | 0               | 289         | 6           | 0           | 0           | -            | 0            | 0               | 210                              | 3                                | 0                                | 0                                | -                                | 0                                | 0                                |
| 39    | Maciej Rosołek       | 2549    | 36      | 5       | 3       | -            | 2            | 0               | 2151        | 32          | 4           | 3           | -            | 1            | 0               | 398                              | 4                                | 1                                | 0                                | -                                | 1                                | 0                                |
| 70    | Andreas Katsantonis  | 689     | 15      | 1       | 0       | -            | 3            | 0               | 556         | 12          | 1           | 0           | -            | 3            | 0               | 133                              | 3                                | 0                                | 0                                | -                                | 0                                | 0                                |
| 77    | Arkadiusz Pyrka      | 1827    | 21      | 1       | 1       | -            | 0            | 0               | 1620        | 18          | 1           | 1           | -            | 0            | 0               | 207                              | 3                                | 0                                | 0                                | -                                | 0                                | 0                                |
| 79    | Dawid Rychta         | 0       | 0       | 0       | 0       | 0            | 0            | 0               | 0           | 0           | 0           | 0           | 0            | 0            | 0               | 0                                | 0                                | 0                                | 0                                | 0                                | 0                                | 0                                |
| 90    | Erik Jirka           | 1130    | 16      | 0       | 1       | -            | 1            | 0               | 1010        | 15          | 0           | 1           | -            | 1            | 0               | 120                              | 1                                | 0                                | 0                                | -                                | 0                                | 0                                |
| 92    | Damian Kądzior       | 879     | 18      | 1       | 1       | -            | 2            | 0               | 759         | 17          | 1           | 1           | -            | 2            | 0               | 120                              | 1                                | 0                                | 0                                | -                                | 0                                | 0                                |
| 96    | Tihomir Kostadinow   | 1703    | 29      | 3       | 1       | -            | 7            | 1               | 1511        | 27          | 2           | 1           | -            | 5            | 0               | 192                              | 2                                | 1                                | 0                                | -                                | 2                                | 1                                |

Stan na: 24 maja 2025 r.
Uwagi:
1. Tabela nie uwzględnia meczów towarzyskich.